# (8748) 1998 FV113
A (8748) 1998 FV113 a Naprendszer kisbolygóövében található aszteroida. A Lincoln Near-Earth Asteroid Research program keretében fedezték fel 1998. március 31-én.